# Toporiw
Toporiw (ukrainisch Топорів; russisch Топоров Toporow, polnisch Toporów) ist ein Dorf in der ukrainischen Oblast Lwiw mit etwa 1000 Einwohnern (2004).

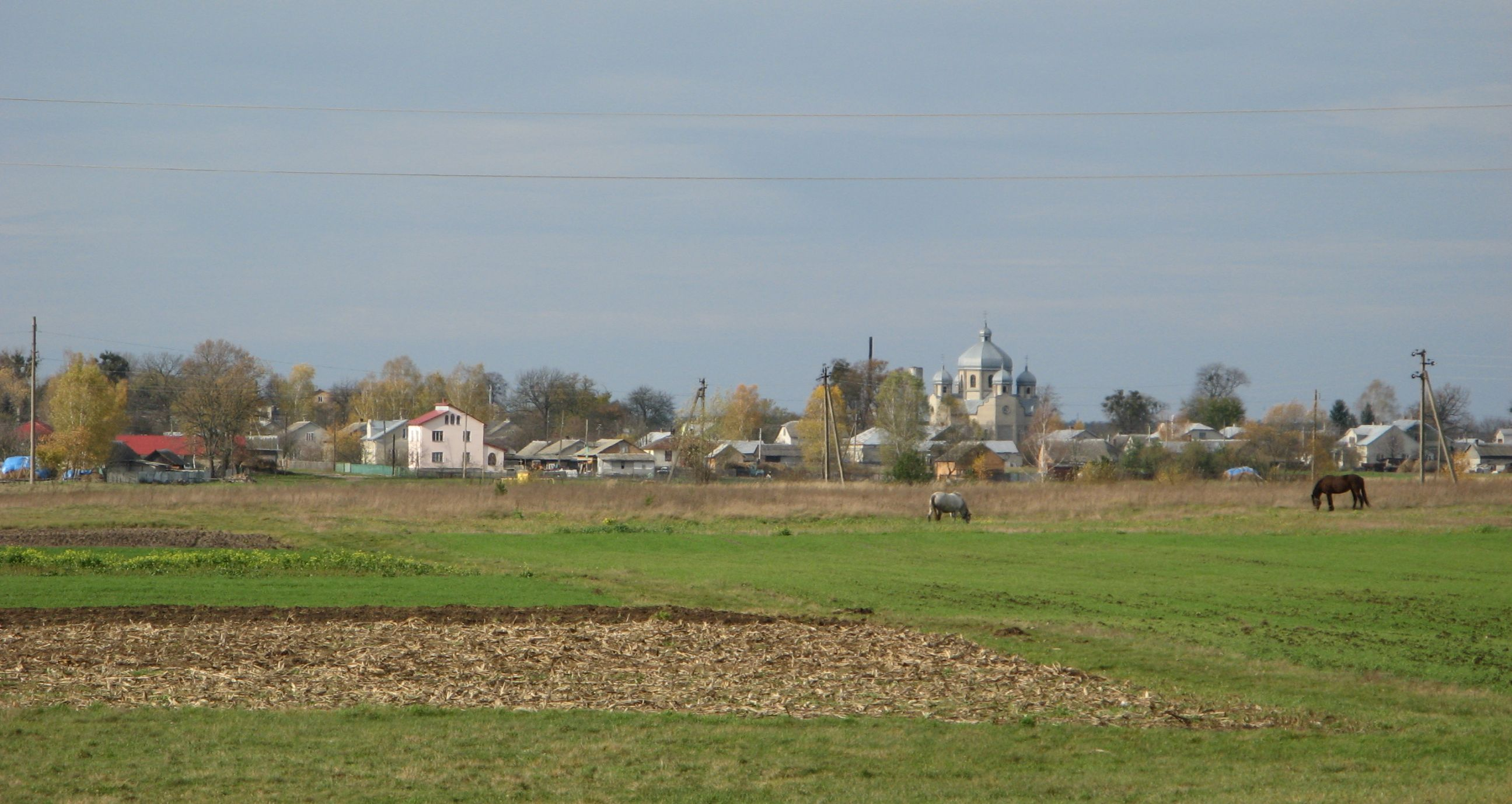
Blick auf den Ort

Das Dorf ist ein Teil der Stadtgemeinde Busk, bis 2020 war es das administrative Zentrum der gleichnamigen Landratsgemeinde im Norden des Rajon Busk, zu der noch die Dörfer
Horbatschi (Горбачі), Huta (Гута), Lenkiw (Леньків), Lissowe (Лісове) und Saboloto (Заболото) gehörten.
Toporiw liegt an der Territorialstraße T–18–06 und am Ufer des Flüsschens Pusta (Пуста) 20 km nordöstlich vom ehemaligen Rajonzentrum Busk und etwa 70 km nordöstlich von der Oblasthauptstadt Lwiw.

## Geschichte
Toporiw wurde 1605 gegründet und lag zunächst in der Adelsrepublik Polen (in der Woiwodschaft Bełz). Von 1772 bis 1918 gehörte Toporiw zum österreichischen Galizien.
Nach dem Ende des Ersten Weltkrieges kam die Ortschaft zu Polen (in die Woiwodschaft Tarnopol, Powiat Radziechów, Gmina Toporów). Im Zweiten Weltkrieg wurde das Dorf zunächst im September 1939 von der Sowjetunion okkupiert und von Sommer 1941 bis 1944 von Deutschland besetzt und in den Distrikt Galizien eingegliedert. Dabei wurde die jüdische Bevölkerung ermordet. Die Synagoge wurde nach dem Krieg in ein Lagerhaus umgewandelt.
Nach Kriegsende wurde Toporiw der sowjetischen Ukrainischen SSR zugeschlagen und ist seit 1991 Bestandteil der heutigen Ukraine.